# Celtica (журнал)
Celtica. Journal of the School of Celtic Studies — научный журнал, посвящённый кельтологии, в первую очередь изучению древне- и среднеирландского языка, средневековой ирландской литературе и топонимике. Основан в 1946, издаётся Школой кельтских исследований (School of Celtic Studies) при Дублинском институте продвинутых исследований. Среди редакторов журнала были Т. Ф. О’Рахилли (№ 1), М. А. О’Брайен (№ 2, 4), М. Диллон (№ 5-10). В настоящее время редактором журнала являются Ф. Келли и М. Маккенна. Последний вышедший номер — 31 (2019).